# Виктор Франц Хес
Виктор Франц Хес (енгл. Victor Franz Hess, 24. јун 1883. – 17. децембар 1964) био је аустријско-амерички физичар који је добио Нобелову награду за физику 1936. године за "за откриће космичких зрака". Докторат стекао 1906. у Грацу, где је био професор од 1920. Од 1911. проучавао јонизацију ваздуха, за коју се веровало да потиче од радиоактивних честица распршених по тлу и атмосфери. Мерењима помоћу балона с електроскопима 1912. показао да је зрачење знатно јаче на већим висинама. Доказао је постојање зрачења ванземаљског порекла (које је Р. А. Миликен 1925. назвао космичким зрачењем). Све до увођења убрзивача честица космичко је зрачење било једини начин откривања нових елементарних честица, као што је то био случај с позитроном, који је открио Ц. Д. Андерсон. Хес је с њиме поделио Нобелову награду за физику 1936. Пре Хитлеровог припојења Аустрије Хес је отишао у Швајцарску, потом у САД, где је 1944. добио америчко држављанство. Након Другог светског рата мерио радиоактивност произведену нуклеарним експериментима, којима се оштро противио.

## Животопис
Виктор је рођен је 24. јуна 1883. у дворцу Валдстајн као син Винзенса Хеса, шумара принца Öтинген-Валерстајна, и Серафине Едле фон Гросбауер-Валдстат.
Од 1901. до 1905. био је преддипломац на Универзитету у Грацу. Затим је наставио своје студије те је 1910. стекао свој докторат. Од тада па до 1920. радио у Институту за проучавање радија на Бечкој академији наука, а 1921. одлази у САД где неко време радио у Њу Џерзију и Вашингтону. Године 1923. враћа се у Аустрију где добија посао на матичном универзитету, а 1925. постаје редовни професор експерименталне физике у Грацу. Године 1931. постаје професор и управник Института за радиологију при Универзитету у Инзбруку.
Године 1936, Шведска академија му је уручила Нобелову награду за физику за откриће космичке радијације. Хес је те зраке открио пуно раније, у раздобљу од 1911. до 1913, а његово је откриће 1925. потврдио амерички нобеловац Р. А. Миликан. Миликан је дао име тим зракама. Главни закључак Хесовог рада, издатог у часопису Поступци Аустријске академије наука, био је тај да се количина радијације са земље смањује до неких 1 километар висине, док се, због продора зрачења из свемира, изнад те висине количина зрачења поново повећава. Ту тезу Хес је експериментима доказивао низом летова на различитим висинама у периоду од 1911. до 1912. (највећа висина била је 5,3 километара од Земљине површине). Ти летови су били изузетно ризични.
Године 1938. поново одлази у САД са својом супругом Жидовком, како би побегао од нацизма. Исте године постаје професор на Универзитету Фордхам, а држављанство добива 1944. Године 1956. отишао је у пенyију. Умро је 8 година касније, 17. 12. 1964. у месту Маунт Вернон у савезној држави Њујорк.

## Космички зраци
Године 1900. опазио је Ч. Т. Р. Вилсон да и у најбоље изолираним посудама ваздух постаје електрични проводник. Ако се стави у посуду електроскоп, електрични напон између листића електроскопа помало опада. Електрична струја, која тече ваздухом, повезана је с непрестаном производњом електрично набијених јона. Та појава била је тумачена тако да радиоактивне материје у ваздуху и земљи шаљу продорне зраке, који цепају молекуле ваздуха на јоне и чине га проводником. Године 1907. Е. Рудерфорд и Кук су заиста у ваздуху нашли радиоактивне материје, што је ишло у прилог хипотезе о земаљском пореклу зрака, које јонизују ваздух. Количине радиоактивних материја у ваздуху биле су премалене да би објасниле сву јачину јонизације, те се стога морало претпоставити да продорни зраци имају главни извор у земљи.
Међутим, неке су друге чињенице говориле против хипотезе о земаљском пореклу нових зрака. Тако је јачина (интензитет) зрака иста над морском површином и копном, иако вода садржи незнатну количину радиоактивних материја. Нов подстицај за испитивање нових зрака дао је Гокелов налаз из 1910. да се на висини од 4 000 над морем још увек опажају зраци, који снажно јонизују. Године 1912. и 1913. пуштао је В. Ф. Хес балоне с апаратима за мерење јонизације на висини 5 000 m над морем и јасно утврдио да јонизација додуше опада у првих неколико стотина метара, али након тога јачина зрака расте кад се балон подиже у висину. Хесов налаз потврдила су врло систематска испитивања Кохлхерстера од 1914. до 1919. Он је измерио да је јонизација на висини од 9 000 m над морем 10 пута већа неголи над површином земље. У затвореној посуди зраци производе на висини од 9 000 m 100 пара јона по 3 и секунди, док над морском површином свега 10 пара јона по 3. Од тога је при морској површини 8 јонских парова произведено радиоактивним материјама, и тај удео опада при кретању увис. Порекло зрака, који изазивају јонизацију, не може бити Земља. Ти зраци, како је тврдио Хес, долазе из свемира. Отада су названи висинским или космичким зрацима.
О природи космичких зрака настале су одмах различите хипотезе. Многи су их сматрали електромагнетским таласима изузетно малих таласних дужина. Преокрет је наступио кад је 1927. Скобељцин открио у космичким зрацима електроне. Вилсонова комора се може опколити тако дебелим плочама олова да кроз њих могу продрети само космички зраци. У Вилсоновој комори опажају се електрони који јуре с големим брзинама. Енергије електрона у космичким зрацима много пута су веће од енергије брзих електрона бета-зрака. Њихове брзине сасвим се приближавају брзини светлости. Број честица у космичким зрацима није врло велик. У једном минуту просечно падне једна честица на 1 cm2 морске површине.
Импулс силе електрично наелектрисане честице може се мерити тако да се њена стаза у Вилсоновој комори свине јаким магнетом. Између импулса честице p, полупречника њене стазе r и магнетског поља H постоји однос:
{\displaystyle p={\frac {e}{c}}\cdot r\cdot H}
За тако брзе честице може се занемарити енергија садржана у маси мировања, те између енергије и импулса постоји једноставан линеарни однос:
{\displaystyle E=c\cdot {\sqrt {m^{2}\cdot c^{2}+p^{2}}}\approx c\cdot p}
Мерењем полупречника стазе честице директно даје импулс, а по том односу и енергију. Скобељцин је опазио честице с енергијом преко 15 000 000 eV. Патрик Блекет је измерио енергије преко 20 000 MeV. Просечна вредност импулса честица на морској површини износи 3 000 MeV/c.
Испитивање космичких зрака довело је и до открића позитрона. У космичким зрацима има једнако много позитрона као и електрона. Та симетрија позитивног и негативног набоја сасвим је непозната у нашим нормалним земаљским приликама. Додуше, касније су позитрони опажени и код вештачко произведених бета-радиоактивних конверзија, али они не долазе као градивни материјал наше земаљске материје. У космичким зрацима позитронима припада исто значење као и електронима; штавише, они нешто мало претежу над бројем електрона.
Поред електрона и позитрона опажају се у космичким зракама и електромагнетни таласи врло кратке таласне дужине. Те таласне дужине могу бити хиљаду пута мање од таласних дужина гама-зрака радиоактивних материја.
Кад брзи електрони и позитрони пролазе кроз атмосферу, они делују на атоме атмосфере својим електричним силама. Атомска језгра су тако тешка, тако да практично остају у мировању. Насупрот томе, лаки електрони у атомима добијају велика убрзања и отргну се од својих атомских језгара. Уздуж својих стаза електрично наелектрисане честице велике енергије остављају големо мноштво јона. Просечно брзи електрон губи енергију око 32 eV да би произвео један јон. Брза наелектрисана честица произведе у ваздуху на нормалној температури и притиску на путу од 1 cm око 80 јонских парова. Губитак енергије брзог електрона износи на путу од 1 cm:
{\displaystyle 80\cdot 32\,\,{\mbox{eV}}=2560\,\,{\mbox{eV}}}
Кад би атмосфера имала константну густину као уз површину Земље, она би дала слој висок 8 km. Брзи електрон, који прође кроз читаву атмосферу, изгуби због јонизације енергију:
{\displaystyle 2\,560\cdot 800\,000\,\,{\mbox{eV}}=2\cdot 10^{9}\,\,{\mbox{eV}}}
Електрон који прође читаву атмосферу, морао би имати најмање енергију око 2 000 MeV. Стварно се та доња граница мора узети да је још и већа, јер електрон губи енергију и другим процесима.
Кад брзи електрон космичких зрака дође сасвим близу неком електрону молекула ваздуха, он га снажно одбацује напред. Уз првобитни електрон постоје и секундарни. Секундарни електрон опет даље изазива јонизацију. Тотална хонизација зрака узрокована је дакле примарним, секундарним, терцијарним електронима. Раније дати број од 80 јона на 1 cm2 односи се на тоталну јонизацију.
Јонизација значи трајни и постепени губитак енергије космичких зрака. Она изазива постепену апсорпцију космичких зрака. Кад би јонизација била једини чинилац, јачина (интензитет) космичких зрака непрекидно би растао с порастом висине. Међутим, експериментима се опажа, да космички зраци досежу највећу јачину на 17 km. На тој висини јачина космичких зрака је отприлике 40 пута већа него над морском површином. Даље на висини јачина космичких зрака опада, док на највећим висинама не остане на константној свемирској вредности.
У космичким зрацима налази се увек приличан број брзих протона и неутрона. Њихов број расте кад са порастом висине, као што расте и број електрона и позитрона. Број неутрона знатно превладава над бројем протона. То је јасно кад се има у виду да неутрони немају електричног набоја, те их атмосфера слабо упија (апсорбује). Неутрони као и главни део протона, који се опажају у нижим слојевима атмосфере, нису примарне честице космичких зрака. Космички зраци у пролазу кроз атмосферу разбијају атомска језгра и при том повуку са собом све њихове честице. Такво разбијање атомског језгра космичком честицом може се видети у Вилсоновој комори. Од места где је честица космичких зрака ударила о језгро излазе стазе, од којих неке сигурно припадају протонима.
Врло важну методу за опажање космичких зрака и нуклеарних разбијања представља фотографска емулзија, у којој брзи јони или наелектрисане честице остављају трагове. Плоча с таквом посебном фотографском емулзијом изложи се деловању космичких зрака. Блау и Вамбачер нашли су на фотографској плочи, коју су дуго држали изложену космичким зрацима, мноштво „звезда". Свака звезда састоји се од више стаза честица које су избачене при разбијању атомског језгра. Међу њима јасно се могу распознати протони, алфа-честице и тежа језгра. Честица космичких зрака, која изазива експлозиван распад, мора имати енергију око 1 000 MeV. Према досадашњем испитивању врло је вероватно да звезде претежно изазивају неутралне честице. Број звезда расте с порастом надморске висине. Овај раст је паралелан с растом броја неутрона и то потврђује претпоставку да су неутрони космичких зрака главни узрок појаве звезда.
У космичким зрацима се опажају врло сложене појаве. Те појаве су од големог значаја за физику, јер се ти процеси одвијају с големим променама енергије и тиме чине основе експеримента за релативистичку теорију. Неке од основних појава космичких зрака потпуно су објашњене, за неке је теорија још несигурна. То, што се опажа на Земљи помоћу наших апарата, нису примарни космички зраци, него резултат низа претворби кроз које су космички зрацу прошли на путу кроз атмосферу. Постепено испитивање космичких зрака у све већим висинама и могуће преношење на врх атмосфере објасњавају природу овог загонетног зрачења које вековима, без престанка, прониче свемирски простор.
За питање о природи примарних космичких зрака важан је Клејев налаз из 1930. да јачина космичких зрака зависи од земљописне ширине. Космичке зраци су снажнији на половима него на екватору. Мењање јачине посебно је знатно од екватора до 50° земљописне ширине. Даље према полу остаје космичко зрачење готово константно. Овај ширински учинак постаје много знатнији кад се космички зраци мере на већим висинама. Релативна разлика у јачини космичких зрака на екватору и полу износи на морској површини 1/10, а на висини 4 000 m над морем 1/3, а на још већим висинама и до 8/10. Већ раније је Х. Л. Штермер протумачио поларну светлост, тачно прорачунао што се догађа, кад хомогене зраке електрона падају из свемира на Земљу. Земља је магнет и она свија стазе електрично набијених честица. Због тога електрони претежно падају на појас око полова. Штермеров прорачун даје за зависност јачина електронских зрака од земљописне ширине исту слику каква се опажа код космичких зрака. Тај резултат врло уверљиво говори у прилог тези да су примарни космички зраци, који долазе из свемирских дубина, састављени од електрично набијених честица. Наравно, на основу овог земљописног учинка космичких зрака не може се одлучити да ли се космички зраци примарно састоје од електрона, позитрона или протона. Геомагнетски учинак и мерења на великим висинама показују да су енергије примарних космичких честица распоређене по статистичком закону. Број првобитних честица с енергијом између E и E + dE дат је једноставном функцијом:
{\displaystyle {\mbox{d}}n={\frac {A}{E\cdot y+1}}\cdot {\mbox{d}}E}
где је: A - константа, γ - је отприлике 1,5. Према томе се сматра да овај спектар вреди неограничено према највећим енергијама, према Блакету чак за енергију преко 109 MeV, док има доњу границу код . На основу горњег спектра добија се за просечну енергију космичких зрака вредност 6 000 МеВ, што се добро слаже с другим опажањима.
Космички зраци падају са свих страна на Земљу. Распоред јачина по смјеровима може се подесно испитивати помоћу 2 или 3 бројача, који су поређани на једном правцу, а реагују само онда ако честица прође кроз све њих. Јачина космичких зрака, наравно, највећа је у нормалном смеру, јер то даје најкраћи пут кроз атмосферу. Узмимо од смера нормале једнаки угао према западу или истоку. Б. Роси је 1931. опазио да јачина космичких зрака са запада претеже над јачином космичких зрака с истока. Овај „западни ветар” указује на то да примарне честице космичких зрака морају бити позитивно наелектрисане или барем мора бити више позитивних од негативних.
У складу с данас познатим чињеницама и теоријским предоџбама стоји хипотеза да се примарни космички зраци састоје претежно од протона с енергијом 6 000 MeV. Мерења извршена 1948. на врло великим висинама показала су да у примарним зрацима има још лаких и тешких атомских језгара. Могуће је такође да се налази још примарно мали постотак електрона и позитрона.

## Публикације
- Hess, Victor F. (1928). The Electrical Conductivity of the Atmosphere and Its Causes. Constable & Company. OCLC 1900377.